# اوژن بوره
اوژِن بورِه (فرانسوی: Eugène Boré‎؛ ۱۵ اوت ۱۸۰۹ – ۳ مهٔ ۱۸۷۸) میسیونر، و زبان‌شناس اهل فرانسه بود. او در تشکیل مدرسه سن لویی در تهران نقش مهمی ایفا کرد.